# Kommissar Finke
Kommissar Finke ist eine von Herbert Lichtenfeld erfundene Figur der ARD-Krimireihe Tatort. Verkörpert wird er vom deutschen Schauspieler Klaus Schwarzkopf. Finke ist der zweite Tatort-Ermittler des NDR und arbeitet in Schleswig-Holstein. Er kommt in sieben Tatort-Folgen vor, welche die ARD zwischen 1971 und 1978 ausstrahlte. Bei den ersten sechs dieser Folgen führte Wolfgang Petersen Regie, die Drehbücher aller sieben Finke-Tatorte schrieb Herbert Lichtenfeld.
Außerdem hat Kommissar Finke in fünf weiteren Tatort-Folgen aus den Jahren 1974 und 1976 Gastauftritte.

## Figur
Die Figur des Kriminalhauptkommissars Finke hat ihr Büro in Kiel, wird aber in fast allen Folgen in die schleswig-holsteinische Provinz beordert. Als Sidekick fungiert dabei oft sein jüngerer Kollege Jessner, der augenscheinlich mit mehr Enthusiasmus an die Fälle herangeht, oft aber von Finke gebremst werden muss, der letztlich die Fälle mittels seiner langjährigen Erfahrung und Menschenkenntnis aufklärt. Finke hat die Polizeischule mit der durchschnittlichen Note 3,1 bestanden, ist aber ein guter Menschenkenner. Im Laufe seiner Karriere bei der Kriminalpolizei hat er sich vom Diebstahlsdezernat zur Mordermittlung versetzen lassen.
Finkes Vorname bleibt dem Zuschauer unbekannt. Er ist verheiratet und hat einen Sohn. Vom Charakter her ist er höflich und zurückhaltend, mitunter offenbart er aber auch einen ironisch-bissigen Zug. Finke ist ein Philanthrop und macht sich ebenso wenig lustig über die Bewohner der kleinen Dörfer und Ortschaften, in denen er ermittelt, wie über die ortsansässigen Polizisten, die er bei den Mordermittlungen unterstützt.

## Folgen mit Finke als Hauptermittler
| Fall | Titel        | Erstausstrahlung | Folge | Autor               | Regie             | Besonderheiten |
| ---- | ------------ | ---------------- | ----- | ------------------- | ----------------- | --- |
| 1    | Blechschaden | 13. Jun. 1971    | 8     | Herbert Lichtenfeld | Wolfgang Petersen | Mit Götz George in einer Hauptrolle, 10 Jahre bevor er seinen ersten Auftritt als Tatort-Kommissar Schimanski hat. (Gastauftritt Trimmel)                                             |
| 2    | Strandgut    | 25. Jun. 1972    | 19    | Herbert Lichtenfeld | Wolfgang Petersen | (Gastauftritt Konrad) |
| 3    | Jagdrevier   | 13. Mai 1973     | 29    | Herbert Lichtenfeld | Wolfgang Petersen | (Gastauftritt Kressin) |
| 4    | Nachtfrost   | 20. Jan. 1974    | 36    | Herbert Lichtenfeld | Wolfgang Petersen | (Gastauftritt Lutz), erzielte mit 76 Prozent die höchste bekannte Haushaltsreichweite                                                                                                 |
| 5    | Kurzschluß   | 07. Dez. 1975    | 58    | Herbert Lichtenfeld | Wolfgang Petersen | |
| 6    | Reifezeugnis | 27. Mär. 1977    | 73    | Herbert Lichtenfeld | Wolfgang Petersen | Debüt der jungen Nastassja Kinski, die sich für den Film auch mehrfach auszog. Mit 25,05 Millionen Zuschauern bei der Erstausstrahlung zweithöchste Zuschauerzahl aller Tatortfolgen. |
| 7    | Himmelfahrt  | 13. Aug. 1978    | 90    | Herbert Lichtenfeld | Rainer Wolffhardt | |

## Folgen mit Finke als Gastermittler
- 027 Cherchez la femme oder Die Geister vom Mummelsee
- 037 Eine todsichere Sache
- 039 Acht Jahre später
- 042 Gift
- 045 Kneipenbekanntschaft
- 061 Zwei Leben

## Trivia
Die Bekanntheit des Ermittlers Finke begründete sich zur damaligen Zeit auch dadurch, dass Schwarzkopf als Synchronstimme von Columbo bekannt war und bereits den Kommissar im Kriminalfilm Fluchtweg St. Pauli – Großalarm für die Davidswache dargestellt hatte.